# داستان سیاسی
داستان سیاسی (به انگلیسی: Political fiction) روایتی که از رویدادهای سیاسی، نظام‌ها و نظریه‌ها استفاده می‌کنند. آثار سیاسی، مانند رمان‌های سیاسی، «مستقیماً یک جامعه را نقد می‌کنند، یا یک واقعیت بدیل ارائه می‌دهند». داستان سیاسی با درام اجتماعی، رمان پرولتریایی و داستان‌های علمی اجتماعی هم‌پوشانی دارد.
جمهوری افلاطون که مکالمات سقراطی است، و در حدود ۳۸۰ پیش از میلاد نوشته شده‌است، یکی از تأثیرگذارترین آثار فلسفه و نظریه سیاسی جهان، هم از نظر فکری و هم از نظر تاریخی بوده‌است. جمهوری با عدالت و دولت شهر عادل و انسان عادل سروکار دارد. دیگر آثار تأثیرگذار با مضمون سیاسی عبارتند از اتوپیای توماس مور (۱۵۱۶)، سفرهای گالیور جاناتان سوییفت (۱۷۲۶)، کاندید ولتر (۱۷۵۹)، و کلبه عمو تام هریت بیچر استو (۱۸۵۲).
داستان‌های سیاسی اغلب از طنز استفاده می‌کنند، و اغلب در ژانرهای آرمان‌شهری و ویران‌شهری جای می‌گیرند. مانند دیستوپیاهای توتالیتر اوایل قرن بیستم مثل پاشنه آهنین جک لندن، این‌جا نمی‌تواند اتفاق بیفتد سینکلر لوئیس و ۱۹۸۴ جورج اورول است.

## نمونه داستان‌های سیاسی
- پنچاتنترا (حدود ۲۰۰ سال پیش از میلاد) توسط ویشنو سارما
- دن کیشوت (۱۶۰۵) اثر میگل د سروانتس
- سیمبلیسیوس سیمبلیسیموس (۱۶۶۸) اثر هانس یاکوب کریستوفل فون گریملس‌هاوزن
- سیر و سلوک زائر (۱۶۷۸) نوشته جان بانیان
- نامه‌های ایرانی (۱۷۲۱) اثر مونتسکیو
- تاریخچه و ماجراهای یک اتم (۱۷۶۹) نوشته توبیاس اسمولت
- افسانه‌ها و تمثیل‌ها (۱۷۷۹) اثر ایگناسی کراسیکی
- رهبر حزب (۱۸۳۶) اثر ناتانیل بورلی تاکر
- بارنابی روج (۱۸۴۱) اثر چارلز دیکنز
- داستان دو شهر (۱۸۵۹) اثر چارلز دیکنز
- چه باید کرد؟ (۱۸۶۳) اثر نیکلای چرنیشفسکی
- رمان‌های پالیزر (۱۸۶۴–۱۸۷۹) اثر آنتونی ترولوپ
- جنگ و صلح (۱۸۶۹) اثر لئو تولستوی
- جن‌زدگان (۱۸۷۲)، اثر فیودور داستایوفسکی
- عصر طلایی (۱۸۷۶) اثر مارک تواین و چارلز دادلی وارنر
- دموکراسی: یک رمان آمریکایی (۱۸۸۰) اثر هنری آدامز
- پرنسس کاساماسیما (۱۸۸۶) اثر هنری جیمز
- بوستونی‌ها (۱۸۸۶) اثر هنری جیمز
- رستاخیز (۱۸۹۹) اثر لئو تولستوی
- مسئله اعصار (۱۹۰۰) جک آدامز
- سرزمین جدید قدیمی (۱۹۰۲) اثر تئودور هرتسل
- مادر (۱۹۰۶) اثر ماکسیم گورکی
- جنگل (۱۹۰۶) اثر آپتون سینکلر
- پترزبورگ (۱۹۱۳) اثر آندری بیه‌لی
- عنوان (۱۹۱۴) نوشته هاینریش مان
- محاکمه (۱۹۲۵) اثر فرانتس کافکا
- قصر (۱۹۲۶) اثر فرانتس کافکا
- گودال پی (۱۹۳۰) اثر آندری پلاتونوف
- والدن دو (۱۹۴۸) اثر بی‌اف اسکینر
- سبز تیره، قرمز روشن (۱۹۵۰) اثر گور ویدال
- اطلس شانه بالا انداخت (۱۹۵۷) اثر آین رند
- کاندیدای منچوری (۱۹۵۹) اثر ریچارد کاندون
- مقلدها (۱۹۶۶) نوشته گراهام گرین
- بخش سرطان (۱۹۶۷) اثر الکساندر سولژنیتسین
- واشینگتن دی سی (۱۹۶۷) اثر گور ویدال
- Ragtimeرگتایم (۱۹۷۵) اثر ئی.ال. دکتروف
- ۱۸۷۶ (۱۹۷۶) اثر گور ویدال
- از سرزمین پدری با عشق (۲۰۰۵) اثر ریو موراکامی